# Stazione di Cotilia
La stazione di Cotilia era una fermata ferroviaria posta sulla linea Terni-Sulmona. Situata a breve distanza da Caporio, nel territorio comunale di Cittaducale, serviva la centrale idroelettrica di Cotilia.
A dispetto del nome, la fermata non serviva la località termale di Cotilia, che dista ben tre chilometri ed è invece molto più vicina alla stazione di Castel Sant'Angelo.

## Storia

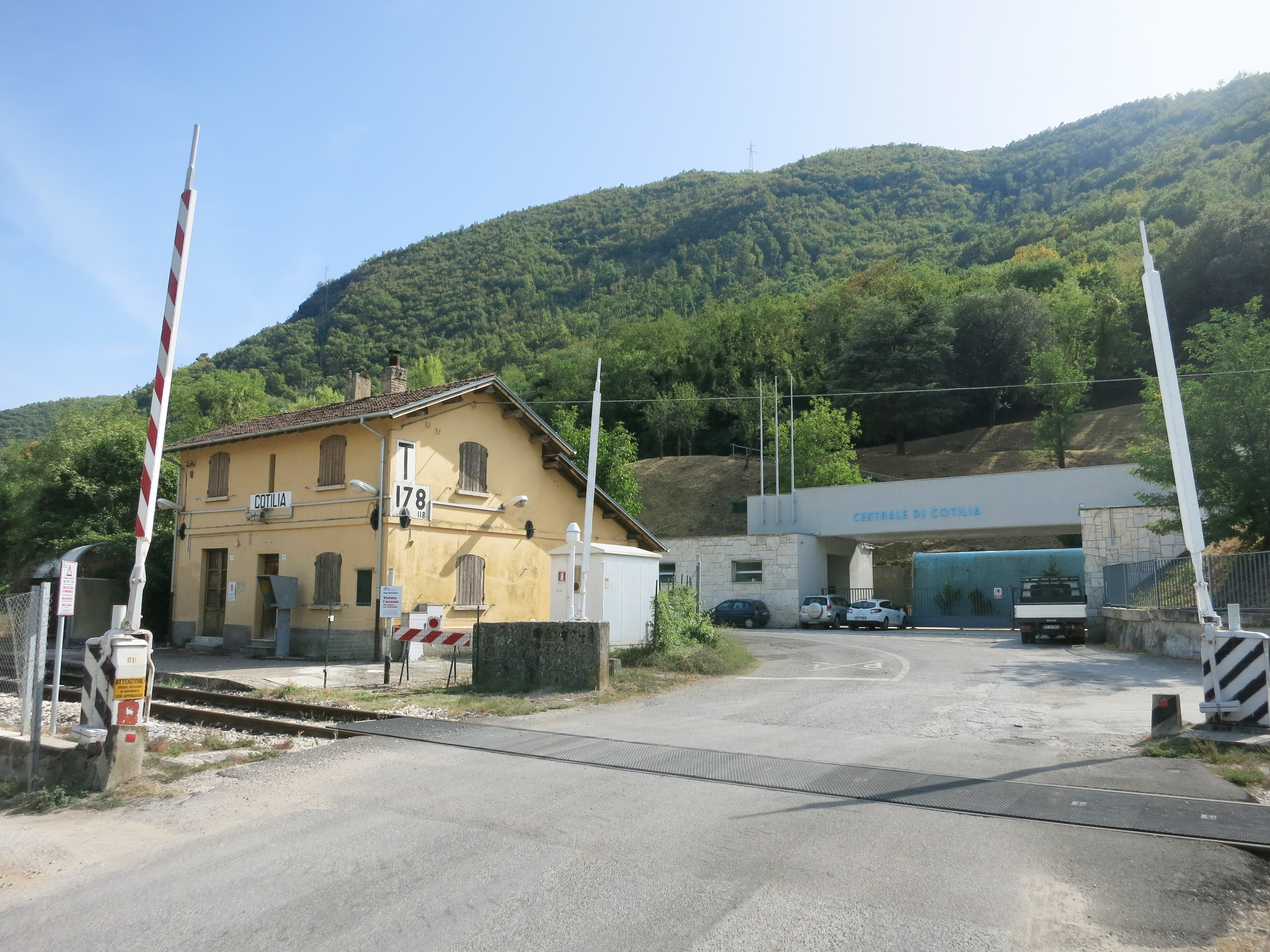
La fermata e l'ingresso della centrale idroelettrica che ne era servita

La fermata venne attivata nel 1939, in corrispondenza con la costruzione della centrale idroelettrica. Venne soppressa il 1º settembre 2014.

## Strutture e impianti
La fermata di Cotilia è situata in corrispondenza del passaggio a livello sulla strada provinciale 22 Cittaducale-Fiamignano. Il fabbricato viaggiatori è un semplice casello convertito in stazione e dotato di banchina.
La fermata si trova di fronte all'ingresso della centrale idroelettrica di Cotilia, l'impianto che sfrutta i bacini artificiali del Salto e del Turano. A circa ottocento metri dalla fermata si trova Caporio, piccola frazione del comune di Cittaducale posta lungo la via Salaria.

## Movimento
Al 2007, l'impianto risultava frequentato da un traffico giornaliero medio di 3,5 persone.